# Maeve (restaurant)
Maeve is een restaurant in Utrecht dat in juni 2021 opende. Bij de uitreiking van de Michelinsterren voor 2023 ontving het één ster.

## Locatie
De eetgelegenheid is gelegen in Utrecht in de Binnenstad aan de Kromme Nieuwegracht, op een steenworp afstand van de Dom. Het gebouw is een rijksmonument uit de 18e eeuw dat vroeger in gebruik was als werk- en woonhuis. Het pand heeft een gepleisterde lijstgevel en een zadeldak.

## Geschiedenis
Chef-kok Tommy Janssen deed ervaring op bij Bentinck, gelegen in Kasteel Amerongen en de met Michelinster onderscheiden restaurants Kasteel Heemstede, De Burgemeester en La Rive. Gastvrouw Vera Voorend studeerde aan de Hotelschool The Hague en werkte onder andere bij restaurant Aan de Zweth. In 2020 liep het stel stage bij het met drie Michelinsterren bekroonde Geranium in Kopenhagen. Op 9 juni 2021 openden zij restaurant Maeve in Utrecht.
In april 2023 bij de uitreiking van de Michelinsterren voor 2023, ontving Maeve een ster. Het restaurant werd in 2024 met 14,5 van de maximaal te behalen 20 punten onderscheiden in de GaultMillau-gids.